# 菲德里斯

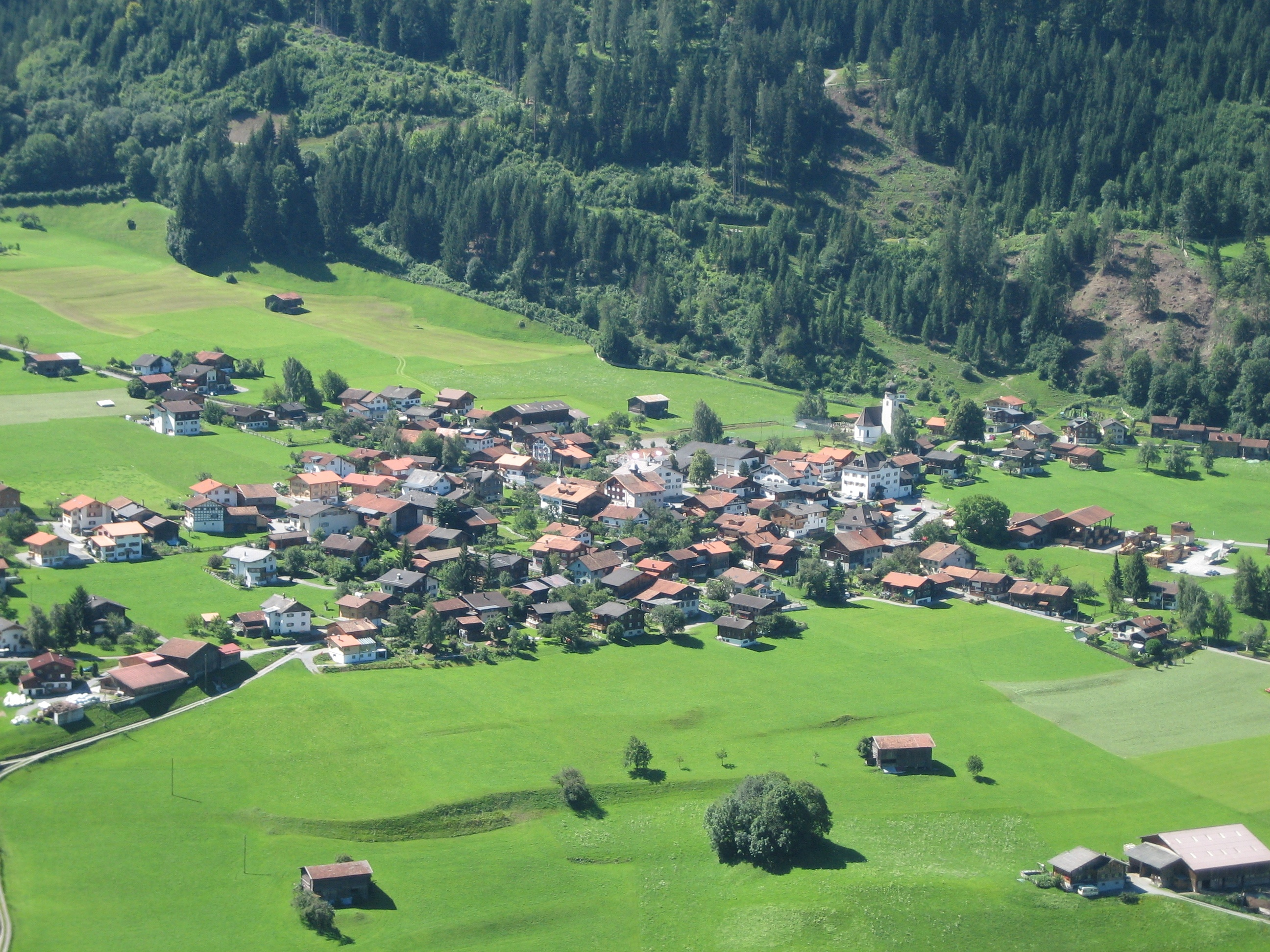

菲德里斯是瑞士的城鎮，位於該國東部，由格勞賓登州負責管轄，面積25.35平方公里，海拔高度897米，2011年人口602，人口密度每平方公里24人。

## 外部連結
- Official Web site （页面存档备份，存于） （德文）